# Ernst Bräuning
Ernst Bräuning (* 12. Februar 1921 in Hünfeld; † 18. September 1983 ebenda) war ein deutscher Maler und Kaufmann aus Hünfeld. Das Spektrum des künstlerischen Werkes ist weitaus größer als es die Bezeichnung „Rhönmaler“ erwarten lässt.

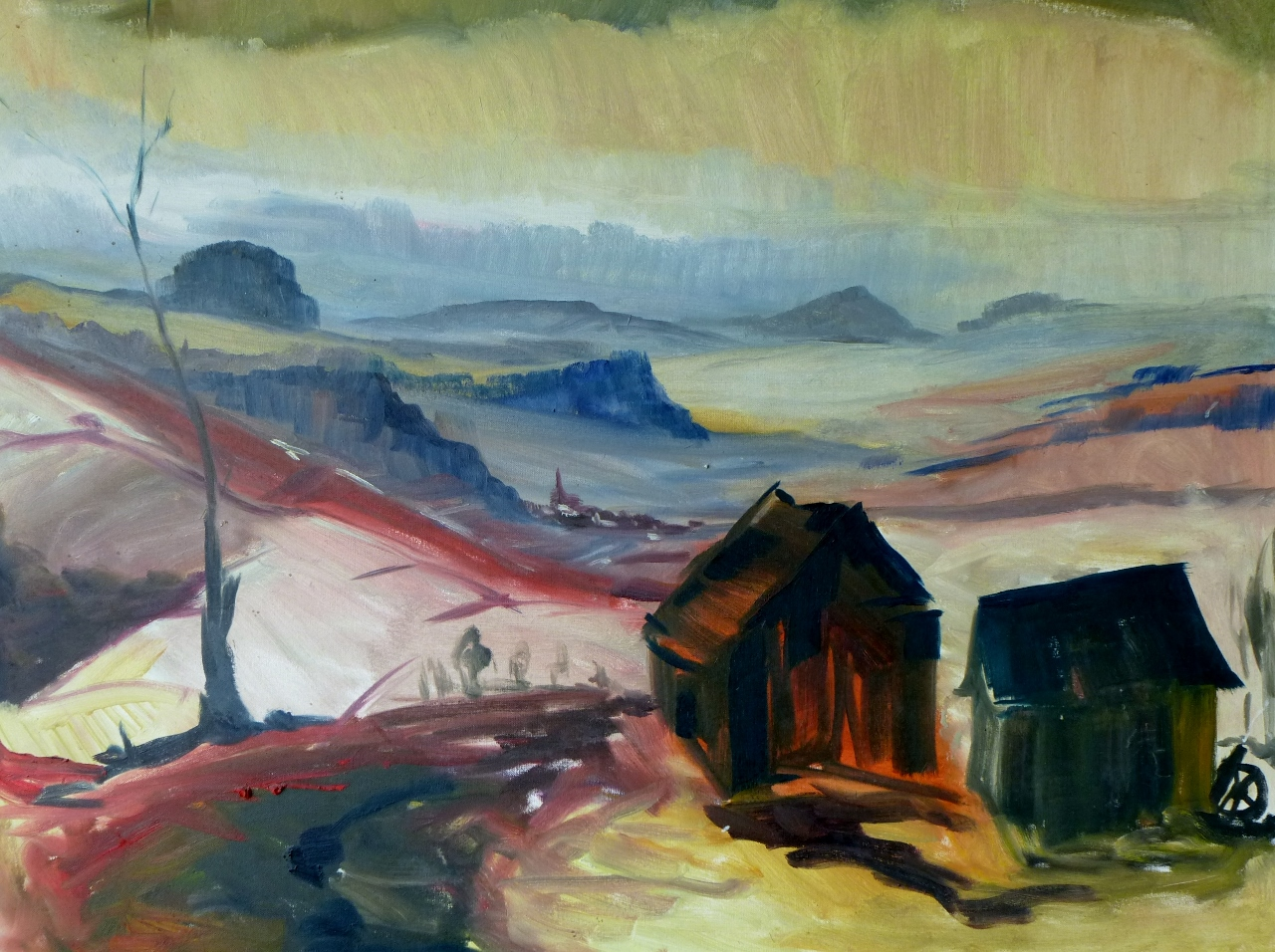
Ernst Bräuning – Schneeschmelze bei Allmus (1977)

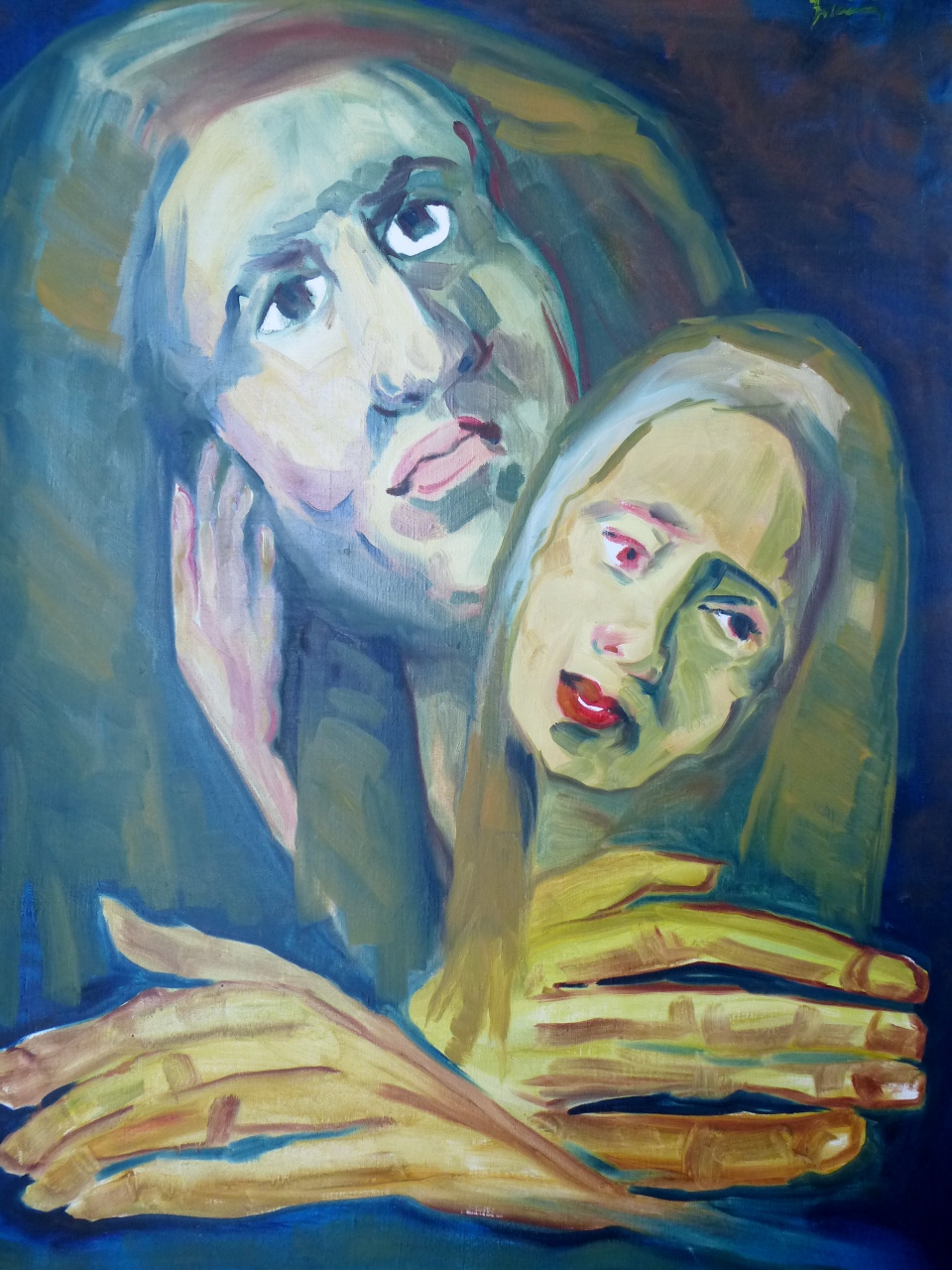
Gemälde ist nicht betitelt, aber typisch für seinen Stil: Mutter mit Kind (und riesige Hände)

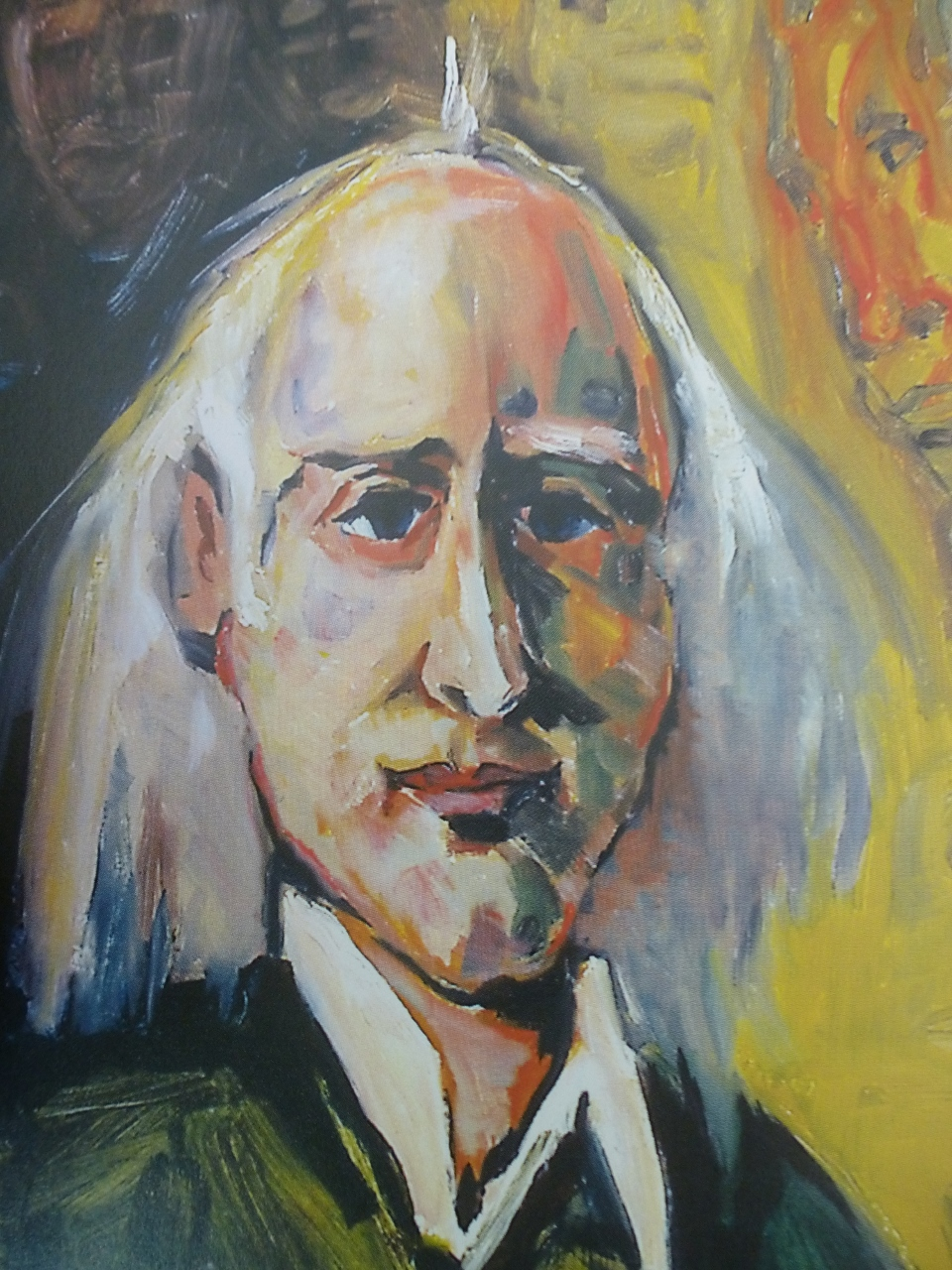
Selbstporträt von Ernst Bräuning (1982)

## Leben
Ernst Bräuning wurde 1921 als eines von sieben Kindern von Anna und Josef Bräuning geboren. Bereits im Alter von zehn Jahren befasste er sich ernsthaft mit Malerei. Er studierte fünf Wintersemester bei dem Akademischen Maler Hugo Pfister (Fulda). Zum frühen Bruch kam es durch den Ausbruch des Zweiten Weltkrieges. Ernst Bräuning, der selbst schwer verwundet den Krieg überlebte, verlor seine drei älteren Brüder.
Künstlerische Entscheidungen in Sinne einer Kontinuität waren in Deutschland nach 1945 für einen jungen Maler nicht möglich. Für Ernst Bräuning hieß dies, statt der Aufnahme eines Kunststudiums das väterliche Malergeschäft in Hünfeld weiterzuführen. Ernst Bräuning, der mit der Tochter des Kirchenmalers Hermann Wirth verheiratet war, hatte drei Kinder. Als er Ende der sechziger Jahre im heimischen Raum erstmals mit seinen Bildern an die Öffentlichkeit trat, hatte er sich längst zu einem eigenständigen Malstil entwickelt.
Ernst Bräunings Bilder zeigen „realistische, expressive und abstrahierende stilistische  Merkmale“.
Seine Hauptthemen sind Landschaften der Rhön und christliche Motive. Besonders häufig verwendet er das Mutter-und-Kind-Thema. Ernst Bräuning verstarb 1983 an Leukämie. Seit 1995 befindet sich eine Dauerausstellung von Ernst Bräuning im Konrad Zuse Museum mit Stadt und Kreisgeschichte in Hünfeld. Am 24. Juli 2005 wurde in Hünfeld die Ernst-Bräuning-Straße eingeweiht. Unter dem Schild steht der Hinweis: „Ernst Bräuning, bedeutendster Hünfelder Kunstmaler des 20. Jahrhunderts“.

## Ausstellungen
- 1968: Galerie Heil, Fulda
- 1970: Einzelausstellung Galerie Dahms Wiesbaden Ausstellung in der Hünfelder Kreis Sparkasse
- 1971: Beteiligung an der Schau „150 Jahre Landkreis Hünfeld“ Ausstellung im Stadtkrankenhaus Hanau Jahresausstellung osthessischer Künstler in Fulda
- 1972: Beteiligung an der Ausstellung „Kunst in der Rhön“ Schloss Holzberghof Beteiligung an der Kollektivausstellung in Würzburg Beteiligung an der Jahresausstellung osthessischer Künstler in Fulda
- 1973: Kunst in der Rhön in Fulda
- 1974: Jahresausstellung Hünfelder Künstler, Jahresausstellung osthessischer Künstler in Fulda
- 1975: Ausstellung in Cornberg/Bebra Jürgen Kunst in der Rhön Holzberghof
- 1976: Beteiligung an der Ausstellung „Die Rhön in der Kunst“ Jahresausstellung Hünfelder Künstler Weihnachtsausstellung des Jungen Kunstkreises Hünfeld
- 1977: Einzelausstellung in der Galerie Apollon in Frei-Laubersheim
- 1978: Die Kunststation Bad Salzschlirf zeigt eine große Retrospektive mit 200 Bildern
- 1980: Ausstellung anlässlich des zehnjährigen Bestehens des Jungen Kunstkreises Hünfeld
- 1981: Jahresausstellung osthessischer Künstler in Fulda
- 1984: Gedächtnisausstellung zu Ehren des verstorbenen Künstlers
- 1992: Ausstellung im Hünfelder Rathaus
- 1996: Beteiligung an der Ausstellung „Die Rhön in der Malerei“ Kunststation Kleinsassen
- 1997: Einzelausstellung Ernst Bräuning Malerei und Grafik Große Retrospektive mit über 300 Werken
- 2021 100 Jahre Ernst Bräuning im alten Gaswerk. Durch Corona leider ohne Publikum.

## Werke im öffentlichen Raum
- Ausmalung der Kapelle des Friedhof Nüst
- Abteilung Ernst Bräuning im Konrad Zuse Museum
- Einige Gemälde im Hünfelder Rathaus, Stadthalle und weiteren öffentlichen Einrichtungen.
- Fassadengestaltung, Töpferstrasse 24 Hünfeld